# Ludwig Täger
Ludwig Täger (auch: Ludwig Taeger und Ludolf Täger sowie Ludolph Taeger oder Ludolf Taeger; eigentlich Johann Heinrich Ludolf Täger (* 10. August 1809 in Hannover; † 1888) war ein deutscher Bildhauer und Freimaurer.

## Leben
Zur Biographie Ludwig Taegers ist nur wenig bekannt.
Er schrieb sich am 6. Juli 1832 in München an der dortigen Akademie der Bildenden Künste für das Fach Bildhauerei ein.
Nachdem sich im Vorfeld der Industrialisierung des Königreichs Hannover in der Residenzstadt Hannover der Gewerbeverein für das Königreich Hannover gebildet hatte, war Täger als „Bildhauer und Vergolder“ für die von ihm goldähnlich veredelten Bilder- und Tapetenleisten auf der zweiten Gewerbeausstellung im Königreich Hannover mit einer ausführlichen Besprechung seiner Arbeit in den Mitteilungen des Gewerbevereins gewürdigt worden, auch wurde eine „ehrenvolle Erwähnung zuerkannt.“
Um den Anfang der 1840er Jahre wurde Täger Vater des späteren Bildhauers Eduard Täger.
1844 war der Bildhauer Täger – ebenso wie der gleichnamige Hofuhrmacher – als Sachverständiger zur Beurteilung für Auszeichnungen der Teilnehmer Gewerbeausstellung von 1844 anerkannt worden.
Laut einer Bemerkung der Redaktion des hannoverschen Polizeiblattes vom 7. März 1849 hatte sich der aus Berlin stammende und von der preußischen Polizei in Potsdam steckbrieflich gesuchte Referendar Hugo von Hochstetter unter dem Namen des Kaufmannes Schäfer in Hannover aufgehalten und kam dort in den Besitz des Passes des Bildhauers Täger. Mit Tägers Ausweis soll der 24-Jährige dann gemeinsam mit der 19-jährigen Tochter eines Glasermeisters weiter nach Belgien geflohen sein, bevor er später auf Anweisung der Behörden in Brüssel lediglich zurück bis an die französische Grenze an Preußen ausgeliefert wurde.
Die von Taeger Anfang der 1850er Jahre geschaffene des Statue Calderon am hannoverschen Hoftheater soll „erhebliche künstlerische und handwerkliche Grenzen“ offenbaren.
Im Katalog der Gewerbeausstellung von 1859 stand Täger als Aussteller in der Rubrik „Bildhauerei und Holzvergoldung“ und hatte

„... 33 verschiedene, zu Wandverzierungen dienende lebensgroße Thierköpfe aus Steinpappe, in den natürlichen Farben zur Schau gestellt.“

Nachdem vor ihm bereits der „Canzlist“ Christ. Jacob Friedr. Täger und der Hof-Uhrmacher Philipp August Wilhelm Täger Mitglieder der Johannis-Freimaurerloge Zum schwarzen Bär im Orient von Hannover beigetreten war, wurde auch Ludolf Täger am 3. März 1857 nach der in die nach dem Schwarzen Bär benannten Loge aufgenommen.
In der zweiten Jahreshälfte des Jahres 1863 waren bei Täger in Hannover drei in Holz geschnitzte Figuren des Tilman Riemenschneider ausgestellt, die Professor Oesterley als Arbeiten des berühmten Bildschnitzers identifiziert hatte.

## Bekannte Werke (Auswahl)
- um 1850: Bildhauer-Arbeiten an dem nach Entwurf des Architekten Wilhelm Mithoff für die der Johanniskirche in Walsrode geschaffenen Kanzelaltar, der dann von Carl Oesterley senior bemalt wurde.[13]
- Steinskulptur des Calderon auf dem vorderen Vorbau des Opernhauses in Hannover[1]
- um 1853: Büste des Komponisten und Hofdirigenten Heinrich Marschner[14]
- Gedenktafel an der Mauer des Friedhofs am Engesohder Berge mit einer in Carrara-Marmor gehauenen Kopie der ursprünglich von dem dänischen Bildhauer Bertel Thorvaldsen hergestellten Figur „Hoffnung“; die Inschriftentafeln am Denkmal wurden aus poliertem Syenit gefertigt.[15]